# 21 (album d'Adele)
Pour les articles homonymes, voir 21 (homonymie).
Albums de Adele
19
(2008) Live at the Royal Albert Hall
(2011)
Singles
1. Rolling in the Deep
Sortie : 29 novembre 2010
2. Someone like You
Sortie : 24 janvier 2011
3. Set Fire to the Rain
Sortie : 4 juillet 2011
4. Rumour Has It
Sortie : 5 novembre 2011
5. Turning Tables
Sortie : 5 novembre 2011

21 est le deuxième album studio de la chanteuse britannique Adele. Il est sorti le 19 janvier 2011 au Japon, le 21 et le 24 janvier 2011 en Europe.
Les morceaux Rolling in the Deep, Someone like You, Set Fire to the Rain, Rumour Has It et Turning Tables ont fait l'objet d'une sortie en single.
21 s'est vendu à 35 millions d'exemplaires depuis sa sortie, dont 1,85 million en France, ce qui en fait un des albums les plus vendus au monde et l'album le plus vendu de la décennie 2010.

## Genèse de l'album
Adele annonce que l'album 21 a comme producteurs principaux Rick Rubin, Paul Epworth et Ryan Tedder. Elle confirme que le premier single Rolling in the Deep est coécrit avec Paul Epworth. La chanteuse écrit sur son blog personnel :

« Je suis très excitée, nerveuse, impatiente, anxieuse, mais vachement contente d'annoncer mon nouvel album ! (...) Il est différent de 19, il s'agit de la même chose mais sous un angle différent. Je vois les choses différemment maintenant. Je suis plus patiente, plus honnête, plus tolérante et plus consciente de mes propres défauts, mes habitudes et mes principes. C'est quelque chose qui vient avec l'âge je pense. Alors dignement, cet enregistrement est appelé 21. La seule raison pour laquelle j'ai appelé mon premier album 19 était à propos du catalogage, ce qui m'est arrivé alors et qui j'étais alors, comme avec un album photo où l'on voit la progression et l'évolution d'une personne au fil des années. »

L'album a été produit en partie par Rick Rubin à Malibu en Californie et par Paul Epworth à Kensal Rise dans Londres. Le pianiste Neil Cowley, qui apparait sur l'album, joue les chansons Rolling in the Deep, Turning Tables et Take It All.
Adele admet que 21 est inspiré d'une rupture, surtout pour la chanson Someone like You qui a été écrite lorsque son ancien copain et elle ont rompu,. Elle révèle que 21 est également inspiré par l'album Sigh No More du groupe folk rock Mumford & Sons car il lui rappelle son ancien petit ami.

## Composition
La première chanson de l'album, Rolling in the Deep, est décrite comme une sombre chanson blues/gospel/disco, coécrite par elle et Epsworth,. La deuxième chanson Rumour Has It est produite par Ryan Tedder, membre du groupe OneRepublic, elle contient des claquements de tambours, la chanson est décrite comme un hymne blues/soul,. Turning Tables, troisième chanson, est produite par Jim Abbiss, elle est décrite comme une ballade au piano, elle est coécrite avec Tedder. Don’t You Remember est coécrite par Dan Wilson et produite par Rick Rubin, elle est décrite comme une ballade au style folk. Pour la cinquième chanson Adele a travaillé avec le producteur Fraser T. Smith, sur Set Fire to the Rain, cette chanson a de fortes influences pop. He Won’t Go est une chanson sentimentale avec un style lyrique et un thème soul. La chanson Take It All a un thème musical gospel le tout accompagné par une chorale et un piano. I’ll Be Waiting est un titre qui avec du lyrisme espère voir raviver un amour perdu, le titre a un rythme rapide. La neuvième chanson One and Only a un thème soul avec une voix puissante. Lovesong, une reprise du groupe The Cure, est suivie par le titre de fin Someone like You. Il s'agit d'une ballade au piano, elle parle d'une relation terminée de laquelle la femme sort meurtrie en apprenant que son ancien petit ami a refait sa vie avec une autre « I heard that you're settled down, that you found a girl and you're married now… ».

## Singles
Le premier single extrait de l'album est Rolling in the Deep, décrit comme une sombre chanson bluesy/gospel/disco par Adele, est sorti fin 2010 avec une réception critique positive. Ce titre est classé numéro 2 dans le UK Singles Chart, et numéro un en Allemagne, Italie, Belgique et Pays-Bas en autres,,. Les titres Someone like You et Set Fire to the Rain sont également utilisés.

## Réception

### Critiques
L'album reçoit des avis positifs de la part des critiques musicaux. Il est même parfois acclamé par ces derniers.

### Ventes
Au Royaume-Uni, 208 000 albums sont vendus la première semaine ce qui permet à l'album d'être premier au UK Album Chart, et cela également dans dix autres pays. Someone like You devient son premier numéro un au Royaume-Uni à la suite de sa prestation aux Brit Awards 2011, ce qui permet à l'album d'être à nouveau numéro un cette semaine-là,. L'Official Charts Company annonce alors qu'Adele est la première artiste qui classe deux titres dans le top 5 single UK Singles Chart et deux albums dans le UK Album Chart en même temps depuis The Beatles en 1964,,. De plus, la semaine du 27 février 2011, l'album 21 et son précédent album 19 occupent les deux premières places du classement. C'est le groupe irlandais The Corrs avec leurs albums Talk On Corners et Forgiven, Not Forgotten qui avait réalisé cet exploit pour la dernière fois. Aux États-Unis l'album se classe numéro un du Billboard 200, avec 352 000 ventes la première semaine, ce qui fait d'Adele la deuxième artiste britannique à débuter dans le classement à la première place après la chanteuse Leona Lewis. En France, l'album se classe dixième la première semaine pour atteindre finalement 1,85 million en 2015.
21 est l'album le plus vendu du XXIe siècle et l'un des plus vendus de tous les temps grâce à ses 30 millions d'exemplaires écoulés dans le monde,,. De plus il est l'album le plus vendu de l'année 2011 ainsi que de 2012.

## Classements et certifications
| Classement (2011)                  | Meilleure position |
| ---------------------------------- | ------------------ |
| Argentine                          | 1                  |
| Australie (ARIA)                   | 1                  |
| Autriche (Ö3 Austria Top 40)       | 1                  |
| Belgique (Flandre Ultratop)        | 1                  |
| Belgique (Wallonie Ultratop)       | 1                  |
| Brésil                             | 1                  |
| Canada                             | 1                  |
| Danemark (Tracklisten)             | 1                  |
| Espagne (Promusicae)               | 2                  |
| Finlande (Suomen virallinen lista) | 1                  |
| France (SNEP)                      | 1                  |
| Allemagne                          | 1                  |
| Grèce (IFPI)                       | 10                 |
| Irlande                            | 1                  |
| Italie (FIMI)                      | 1                  |
| Japon                              | 4                  |
| Mexique (AMPROFON)                 | 1                  |
| Nouvelle-Zélande (RIANZ)           | 1                  |
| Norvège (VG-lista)                 | 1                  |
| Pays-Bas (Mega Album Top 100)      | 1                  |
| Pologne                            | 1                  |
| Suède (Sverigetopplistan)          | 1                  |
| Suisse (Schweizer Hitparade)       | 1                  |
| Royaume-Uni (UK Albums Chart)      | 1                  |
| États-Unis (Billboard 200)         | 1                  |

| Classement (2011)                     | Position |
| ------------------------------------- | -------- |
| Australie (ARIA)                      | 1        |
| Autriche (IFPI)                       | 2        |
| Belgique (Ultratop) (Flandre)         | 1        |
| Belgique (Ultratop) (Wallonie)        | 1        |
| Brésil (ABPD)                         | 8        |
| Canada (Music Canada)                 | 1        |
| Danemark (IFPI)                       | 2        |
| Pays-Bas (MegaCharts)                 | 1        |
| Finlande (IFPI)                       | 5        |
| France (SNEP)                         | 1        |
| Allemagne (BVMA)                      | 1        |
| Hongrie (MAHASZ)                      | 33       |
| Irlande IRMA                          | 1        |
| Italie (FIMI)                         | 4        |
| Mexique (AMPFV                        | 5        |
| Nouvelle-Zélande (RIANZ)              | 1        |
| Pologne (PSPI)                        | 1        |
| Espagne (PROMUSICAE)                  | 5        |
| Suède (SRIA)                          | 2        |
| Suisse (Media Control Charts)t        | 1        |
| Royaume-Uni (Official Charts Company) | 1        |
| États-Unis Billboard 200              | 1        |
| Classement (2012)                     | Position |
| Australie (ARIA)                      | 2        |
| Autriche IFPI                         | 1        |
| Belgique (Ultratop) (Flandre)         | 1        |
| Belgique (Ultratop) (Wallonie)        | 1        |
| Canada (Music Canada)                 | 1        |
| Pays-Bas (MegaCharts)                 | 1        |
| Finlande (IFPI)                       | 3        |
| Nouvelle-Zélande (RIANZ)              | 1        |
| Russie (Триумф)                       | 4        |
| Royaume-Uni (Official Charts Company) | 2        |
| États-Unis Billboard 200              | 1        |

### Certifications et ventes
| Pays             | Certification | Ventes     |
| ---------------- | ------------- | ---------- |
| Afrique du Sud   | 2 × Platine   | 90 000     |
| Allemagne        | 8 × Platine   | 1 600 000  |
| Argentine        | 4 × Platine   | 160 000    |
| Australie        | 15 × Platine  | 980 000    |
| Autriche         | Platine       | 20 000     |
| Belgique         | 6 × Platine   | 240 000    |
| Brésil           | Diamant       | 160 000    |
| Canada           | Diamant       | 1 500 000  |
| Chili            | 2 × Platine   | 45 000     |
| Danemark         | 5 × Platine   | 150 000    |
| Espagne          | 5 × Platine   | 200 000    |
| Union européenne | 10 × Platine  | 10 000 000 |
| France           | 3 × Diamant   | 1 850 000  |
| Finlande         | 2 × Platine   | 83 234     |
| Grèce            | Platine       | 10 000     |
| Hongrie          | Platine       | 12 000     |
| Italie           | 7 × Platine   | 420 000    |
| Irlande          | 18 × Platine  | 400 000    |
| Japon            | Or            | 250 000    |
| Mexique          | 5 × Platine   | 300 000    |
| Norvège          | Platine       | 10 000     |
| Nouvelle-Zélande | 12 × Platine  | 180 000    |
| Pays-Bas         | 9 × Platine   | 450 000    |
| Pologne          | 2 × Diamant   | 200 000    |
| Portugal         | 2 × Platine   | 40 000     |
| Roumanie         | Platine       | 29 500     |
| Russie           | Platine       | 50 000     |
| Suède            | 3 × Platine   | 120 000    |
| Suisse           | 3 × Platine   | 90 000     |
| Venezuela        | Platine       | 10 000     |
| Royaume-Uni      | 16 × Platine  | 4 800 000  |
| États-Unis       | Diamant       | 10 700 000 |
| Monde            |               | 30 000 000 |

## Pistes de l'album
| No  | Titre                | Paroles                                                                                  | Producteurs              | Durée |
| --- | -------------------- | ---------------------------------------------------------------------------------------- | ------------------------ | ----- |
| 1.  | Rolling in the Deep  | Adele Adkins, Paul Epworth                                                               | Paul Epworth             | 3:48  |
| 2.  | Rumour Has It        | Adele Adkins, Ryan Tedder                                                                | Ryan Tedder              | 3:43  |
| 3.  | Turning Tables       | Adele Adkins, Ryan Tedder                                                                | Jim Abbiss               | 4:10  |
| 4.  | Don't You Remember   | Adele Adkins, Dan Wilson                                                                 | Rick Rubin               | 4:03  |
| 5.  | Set Fire to the Rain | Adele Adkins, Fraser T. Smith                                                            | Fraser T. Smith          | 4:01  |
| 6.  | He Won't Go          | Adele Adkins, Paul Epworth                                                               | Rick Rubin               | 4:37  |
| 7.  | Take It All          | Adele Adkins, Eg White                                                                   | Jim Abbiss               | 3:48  |
| 8.  | I'll Be Waiting      | Adele Adkins, Paul Epworth                                                               | Paul Epworth             | 4:01  |
| 9.  | One and Only         | Adele Adkins, Dan Wilson, Greg Wells                                                     | Rick Rubin               | 5:48  |
| 10. | Lovesong             | Robert Smith, Simon Gallup, Roger O'Donnell, Porl Thompson, Lol Tolhurst, Boris Williams | Rick Rubin               | 5:16  |
| 11. | Someone like You     | Adele Adkins, Dan Wilson                                                                 | Dan Wilson, Adele Adkins | 4:43  |

| 12. | I Found a Boy | Rick Rubin | 3:37 |

| 13. | Turning Tables (Live acoustique)     | Adele Adkins, Ryan Tedder | Jim Abbiss               | 4:20 |
| 14. | Don't You Remember (Live acoustique) | Adele Adkins, Dan Wilson  | Rick Rubin               | 4:18 |
| 15. | Someone Like You (Live acoustique)   | Adele Adkins, Dan Wilson  | Dan Wilson, Adele Adkins | 5:14 |

| 13. | Don't You Remember (Live du Largo) [Pré-vente seulement] | Adele Adkins, Dan Wilson | Rick Rubin |  |

## Crédits
Références pour cette section.

### Artistiques
- Voix : Adele
- Guitares : Matt Sweeney, Smokey Hormel, Fraser T. Smith
- Guitares acoustiques : Paul Epworth, Ben Thomas, Jerrod 'Skins' Bettis
- Guitares électriques : Paul Epworth, Ben Thomas, Ryan Tedder
- Basses : Pino Palladino, Paul Epworth, Fraser T. Smith, Ryan Tedder
- Piano : James Poyser, Neil Cowley, Fraser T. Smith, Ryan Tedder, Dan Wilson
- Batterie : Chris Dave, Leo Taylor, Ash Soan, Ryan Tedder, Jerrod 'Skins' Bettis
- Percussions : Lenny Castro, Paul Epworth
- Banjo et accordéon : David Hidalgo
- Harpe : Stephanie Bennett
- Trombone : Harry Brown
- Cor : Harry Brown
- Trompette : Noel Langley
- Saxophone ténor : Ray Carless
- Choristes : Carmen Carter, Josef Powell, Terry Young, Julia Waters Tillman, James Gilstrap, Carmen Twillie, Lona Maxine Waters
- Chœur : Paul Epworth

### Techniques
- Mastering : Tom Coyne à Sterling Sound, New York, États-Unis
- Photographie : Laurent Dukoff
- Design : Adele et Phil Lee

## Dates de sortie
| Pays        | Date de sortie  | Format             | Label                 |
| ----------- | --------------- | ------------------ | --------------------- |
| Japon       | 19 janvier 2011 | CD, téléchargement | Hostess Entertainment |
| Grèce       | 20 janvier 2011 | CD, téléchargement | XL                    |
| Australie   | 21 janvier 2011 | CD, téléchargement | XL                    |
| Autriche    | 21 janvier 2011 | CD, téléchargement | XL                    |
| Allemagne   | 21 janvier 2011 | CD, téléchargement | XL                    |
| Pays-Bas    | 21 janvier 2011 | CD, téléchargement | XL                    |
| Suisse      | 21 janvier 2011 | CD, téléchargement | XL                    |
| Royaume-Uni | 21 janvier 2011 | CD, téléchargement | XL                    |
| Taïwan      | 22 janvier 2011 | CD, téléchargement | High Note             |
| France      | 24 janvier 2011 | CD, téléchargement | XL                    |
| Pologne     | 24 janvier 2011 | CD                 | XL                    |
| Israël      | 24 janvier 2011 | CD                 | High Fidelity         |
| États-Unis  | 22 février 2011 | CD, téléchargement | Columbia              |
| Canada      | 22 février 2011 | CD, téléchargement | Columbia              |